# Sonderkommando 2000
Le Sonderkommando 2000 est une unité de contre-espionnage allemande établie en Grèce pendant l'occupation du pays par l'Axe au cours de la Seconde Guerre mondiale. Elle était basée à Thessalonique et visait à infiltrer le mouvement de résistance grec dans le nord du pays.